# Chrysitrix capensis
Chrysitrix capensis är en halvgräsart som beskrevs av Carl von Linné. Chrysitrix capensis ingår i släktet Chrysitrix och familjen halvgräs.

## Underarter
Arten delas in i följande underarter:
- C. c. capensis
- C. c. subteres